# Заболотье (Вишневский сельсовет)
За́болотье (бел. За́балацце) — деревня в Сморгонском районе Гродненской области Белоруссии. Входит в состав Вишневского сельсовета, до 2016 года входила в состав Войстомского сельсовета.
Расположена у восточной границы района на реке Ганутка. Расстояние до районного центра Сморгонь по автодороге — около 18 км, до центра сельсовета агрогородка Войстом по прямой — чуть менее 7,5 км. Ближайшие населённые пункты — Мечаи, Ротковичи, Угляны. Площадь занимаемой территории составляет 0,7400 км², протяжённость границ 10360 м.

## История
Деревня отмечена на карте Шуберта (середина XIX века) под названием Заболоте в составе Войстомской волости Свенцянского уезда Виленской губернии. В 1865 году Заболотье насчитывало 59 ревизских душ, 15 дворов и 138 жителей православного вероисповедания. Входило в состав имения Ганута Ржевуских.
После Советско-польской войны, завершившейся Рижским договором, в 1921 году Западная Белоруссия отошла к Польской Республике и деревня была включена в состав новообразованной сельской гмины Войстом Свенцянского повета Виленского воеводства. 1 января 1926 года гмина Войстом была переведена в состав Вилейского повета.
В 1938 году Заболотье состояло из деревни и фольварка, насчитывавших 42 дыма (двора), 242 души и 12 дымов, 75 душ соответственно.
В 1939 году, согласно секретному протоколу, заключённому между СССР и Германией, Западная Белоруссия оказалась в сфере интересов советского государства и её территорию заняли войска Красной армии. Деревня вошла в состав новообразованного Сморгонского района Вилейской области БССР. После реорганизации административного-территориального деления БССР деревня была включена в состав новой Молодечненской области в 1944 году. В 1960 году, ввиду новой организации административно-территориального деления и упразднения Молодечненской области, Заболотье вошло в состав Гродненской области.

## Население
| 1865 | 1938 | 1999 | 2009 |
| ---- | ---- | ---- | ---- |
| 138  | 317  | 198  | 179  |

## Транспорт
Через Заболотье проходят местные автомобильные дороги:
- Н6137 Шостаки — Мицкевичи — Студенец
- Н6143 Острово — Заболотье
- Н7391 Заболотье — Ротковичи.

Через деревню проходят регулярные автобусные маршруты:
- Сморгонь — Мицкевичи
- Сморгонь — Ордея